# Marguerite de Danemark (1456-1486)
Pour les articles homonymes, voir Marguerite de Danemark.
Titre
Reine consort d’Écosse
10 juillet 1469 – 14 juillet 1486
(17 ans et 4 jours)
Marguerite de Danemark est une princesse danoise née en 1456 ou 1457 et morte le 14 juillet 1486 au château de Stirling. Fille du roi Christian Ier de Danemark et de son épouse Dorothée de Brandebourg-Kulmbach, elle devint reine d’Écosse par son mariage avec le roi Jacques III.

## Biographie

### Jeunesse
Née en 1456 ou 1457, Marguerite était le quatrième enfant et la seule fille du roi Christian Ier de Danemark et de Dorothée de Brandebourg-Kulmbach. Elle fut nommée en hommage à la prestigieuse reine Marguerite Ire de Danemark, fondatrice de l'union de Kalmar à la fin du XIVe siècle. Peu de choses sont connues de son enfance, mais elle aurait été proche de sa mère, qui s’est illustrée par l’aide qu’elle apporta à son mari dans la gestion de ses finances comme de ses terres et dans son rôle dans la création de l’université de Copenhague.

### Négociations
Le mariage de Marguerite de Danemark avec Jacques III fut motivé par des intérêts financiers et territoriaux. En 1263, le roi Magnus de Norvège, battu par les Écossais, leur avait cédé les Hébrides et l’île de Man en échange d’un paiement de 4 000 marks puis d’annuités de 100 marks. Ce paiement avait cessé d’être honoré par les Écossais en 1426. En 1456, Christian Ier, souhaitant financer ses conquêtes, s’allia à la France pour exiger le paiement des arriérés et de la rente annuelle aux Écossais. En 1460, peu après la mort de Jacques II, le roi français Charles VII réunit donc des ambassades écossaises et danoises afin de statuer sur la question. L’ambassade se conclut sur la perspective d’un mariage entre Marguerite, alors âgée de quatre ans, et de Jacques III, âgé de neuf ans, le versement de la dot permettant de solder le problème financier. Cependant, les Écossais désiraient obtenir l’effacement total de leur dette, ainsi que la propriété des Shetland et des Orcades, ce que les Danois refusèrent, mettant fin aux négociations.
La nécessité de marier le jeune roi Jacques III ne fit que croître avec son âge. Après avoir brièvement envisagé de le marier à une princesse anglaise, le Parlement écossais réuni le 12 janvier 1468 décida d’envoyer une ambassade à Christian Ier afin de résoudre à la fois la question des paiements et celle des fiançailles. Cette ambassade, menée par le Lord chancelier Andrew Stewart (en) et le comte d’Arran Thomas Boyd, beau-frère du roi, arriva au Danemark à l’été 1468 et trouva un accueil favorable. Christian Ier était alors confronté à de nombreux problèmes, parmi lesquels une révolte en Suède, une opposition politique au Danemark, des difficultés en politique étrangère et un endettement croissant. Il regardait donc d’un œil favorable un mariage écossais, susceptible de renforcer son alliance avec le duché de Bourgogne dont était issue Marie d’Egmont, la mère de Jacques III. À présent âgée de onze ans, Marguerite était de plus considérée comme suffisamment âgée pour se marier.
Par le traité de Copenhague du 8 septembre 1468, le roi Christian Ier et l’ambassade conclurent une alliance miliaire entre leurs royaumes. Le roi danois s’engagea à verser une dot de 60 000 florins du Rhin, avec un paiement immédiat de 10 000 florins et, le reste ne pouvant être versé immédiatement, la mise en gage des Orcades jusqu’au paiement des 50 000 florins restants. Les Écossais concédèrent à la future reine un tiers des revenus du royaume (soit le maximum autorisé par l’ordonnance du parlement écossais de 1466), ainsi que le palais de Linlithgow et le château de Doune. Le traité prévoyait également que Marguerite pût quitter l’Écosse en cas de décès de Jacques III et reçût alors une compensation financière et l’annulation de la mise en gage des Orcades.
Christian Ier n’étant parvenu à rassembler que 2 000 florins, il fut contraint de mettre également en gage les Shetland pour couvrir les 8 000 florins restants. Les sommes promises n’ayant pu être payées par Christian ou ses successeurs, les deux archipels furent annexés au royaume d’Écosse dès 1472 alors qu’aucune clause temporelle n’était précisée dans le traité, ce qui aurait théoriquement permis au Danemark de les récupérer sous réserve du paiement des sommes dues,.

### Reine d’Écosse
Au printemps 1469, Marguerite effectua le voyage vers l’Écosse, accompagnée du beau-frère de Jacques III, le comte d’Arran. Leur arrivée à Leith fut mouvementée, car le comte d’Arran repartit aussitôt pour le Danemark avec sa femme Marie, qui l’avait informé d’un complot menaçant sa position auprès du roi. Marguerite fut ainsi rapidement privée de sa principale escorte et ne fit que croiser sa future belle-sœur. Elle fit la connaissance du roi peu de temps avant leur mariage, qui eut lieu à l’abbaye de Holyrood le 10 ou le 13 juillet 1469.
Début 1470, le roi lui octroya à vie la baronnie de Kilmarnock pour pourvoir à ses dépenses vestimentaires. En effet, la reine Marguerite était réputée pour son attachement à la mode et la qualité de ses habits et de ses bijoux. Durant l’été, Marguerite accompagna son mari vers le Nord de l’Écosse, passant par Aberdeen, Fyvie, Banff et demeurant un mois à Inverness,.
Marguerite donna naissance à trois fils : Jacques en 1473, un autre Jacques en 1476 et Jean en 1479. Sa résidence principale était le château de Stirling, où elle consacrait son temps à l’éducation de ses enfants, en particulier celle de son fils aîné, le futur Jacques IV. En 1478, le roi lui conféra un tiers des revenus de la couronne, en accord avec le traité de Copenhague, dont les seigneuries de Galloway, de la forêt d’Ettrick, de Strathearn, de Strath Gartney et du Linlithgowshire, ainsi que les châteaux de Threave, Stirling, Doune et Methven, entre autres.
En 1482, le duc d'Albany Alexandre Stuart, frère cadet du roi, tenta de s’emparer du trône avec le soutien du roi anglais qui lui envoie le duc de Gloucester en soutien. Comprenant que la population écossaise n'accepterait jamais Albany comme roi, le duc aurait approché Marguerite à Stirling afin de lui demander conseil. Quoi qu’il en soit, elle semble avoir joué un rôle dans la levée du siège d'Édimbourg et la libération du roi, qui finit par se réconcilier avec son frère.

### Décès

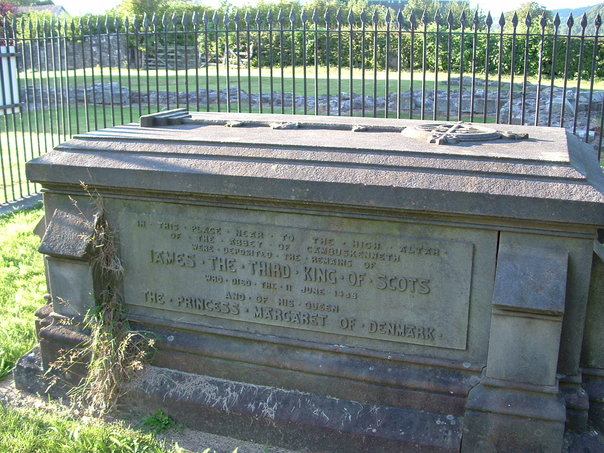
La tombe de Jacques III et Marguerite à l’abbaye de Cambuskenneth.

Marguerite tomba gravement malade au cours de l’été 1486. Elle mourut en juillet 1486 à Stirling et fut inhumée à l’abbaye de Cambuskenneth,.
Deux ans après la mort de Marguerite, des ennemis de Jacques III firent courir la rumeur au Danemark qu’elle aurait été empoisonnée par le seigneur de Bothwell John Ramsay (en) à l’initiative de son mari. Cette rumeur, reprise dans la biographie de la reine de Giovanni Sabadino degli Arienti, est considérée comme fantaisiste par les historiens modernes. Jacques III proposa en vain la canonisation de sa femme en 1487, peut-être en réaction à des rumeurs similaires,.

## Dans les arts

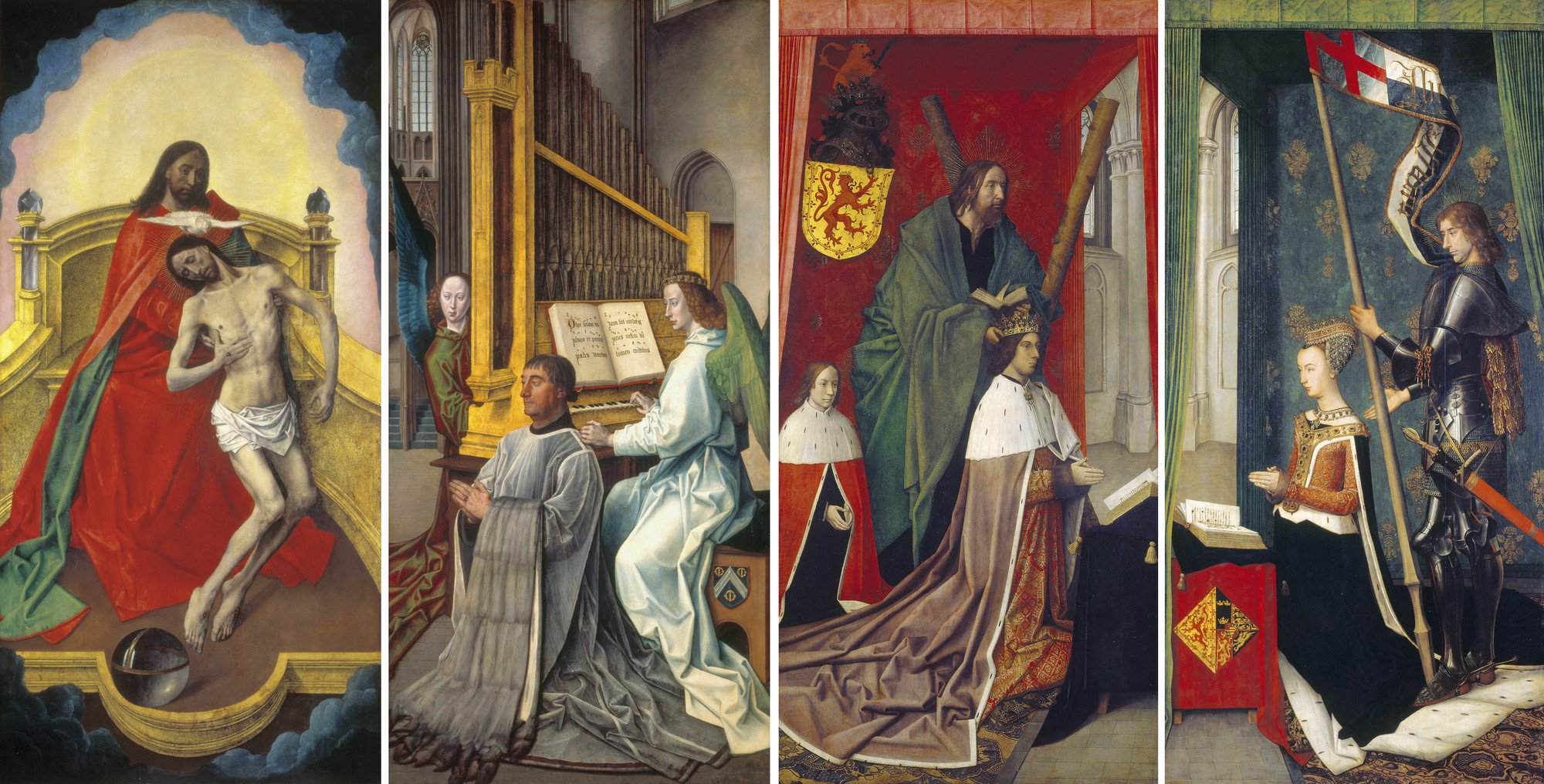
Le "Retable de la Trinité" de Hugo van der Goes qui représente Marguerite de Danemark (à gauche) et son mari (au milieu côté gauche).

Marguerite pourrait être la première reine d’Écosse dont un portrait réaliste subsiste. Cette peinture faisait partie du Retable de la Trinité réalisé par l’artiste flamand Hugo van der Goes pour l’autel de la collégiale de la Sainte-Trinité (en) à Édimbourg, dont Jacques III acheva la construction initiée par sa mère. Le panneau tout à droite représente Marguerite agenouillée en prière tandis qu’un homme en armes, représentant vraisemblablement saint Georges (ou peut-être saint Knut), se tient prêt à la défendre. Le deuxième panneau en partant de droite représente son mari dans la même position, sous la protection de saint André, en compagnie d’un garçon qui pourrait être leur fils aîné. Marguerite et Jacques ne s’étant jamais rendus à Gand pour poser dans l’atelier du peintre, leurs portraits pourraient avoir été réalisés sur la base d’esquisses faites en Écosse.
Une biographie de Marguerite de Danemark est publiée en 1492 par l’humaniste italien Giovanni Sabadino degli Arienti au sein d’un recueil contenant les histoires de trente-deux femmes, Gynevera de le clare donne. Il se basa peut-être sur les récits de marchands et de membres écossais de l’université de Bologne, comme William Baillie, qui y fut recteur jusqu’en 1490. Cette biographie, qui fait référence dans son introduction au passage de Christian Ier par Bologne lors de sa visite au pape à Rome en 1474, souligne le caractère dévot et chaste de la reine. Elle fait état de relations conjugales tendues ; la reine, refusant tout rapport sexuel n’ayant pas pour but la procréation, aurait cependant témoigné au roi une affection que celui-ci ne lui aurait pas rendue,.

## Descendance

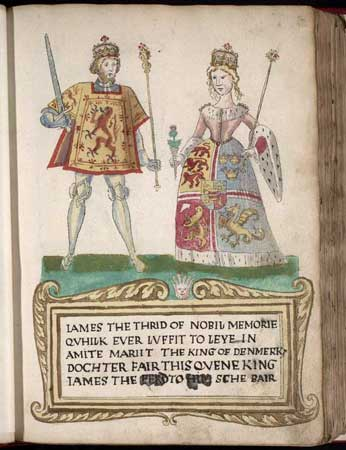
Jacques III et Marguerite dans l’Armorial de Forman (vers 1562).

Marguerite se maria le 10 ou le 13 juillet 1469 à l’abbaye de Holyrood avec le roi d’Écosse Jacques III. Ils eurent trois fils :
- Jacques IV (17 mars 1473 - 9 septembre 1513), roi d’Écosse ;
- Jacques (début 1476 - 12 ou 13 janvier 1504), duc de Ross ;
- Jean (avant le 12 juillet 1480 - 1503), comte de Mar.